# 北海道庁旧本庁舎

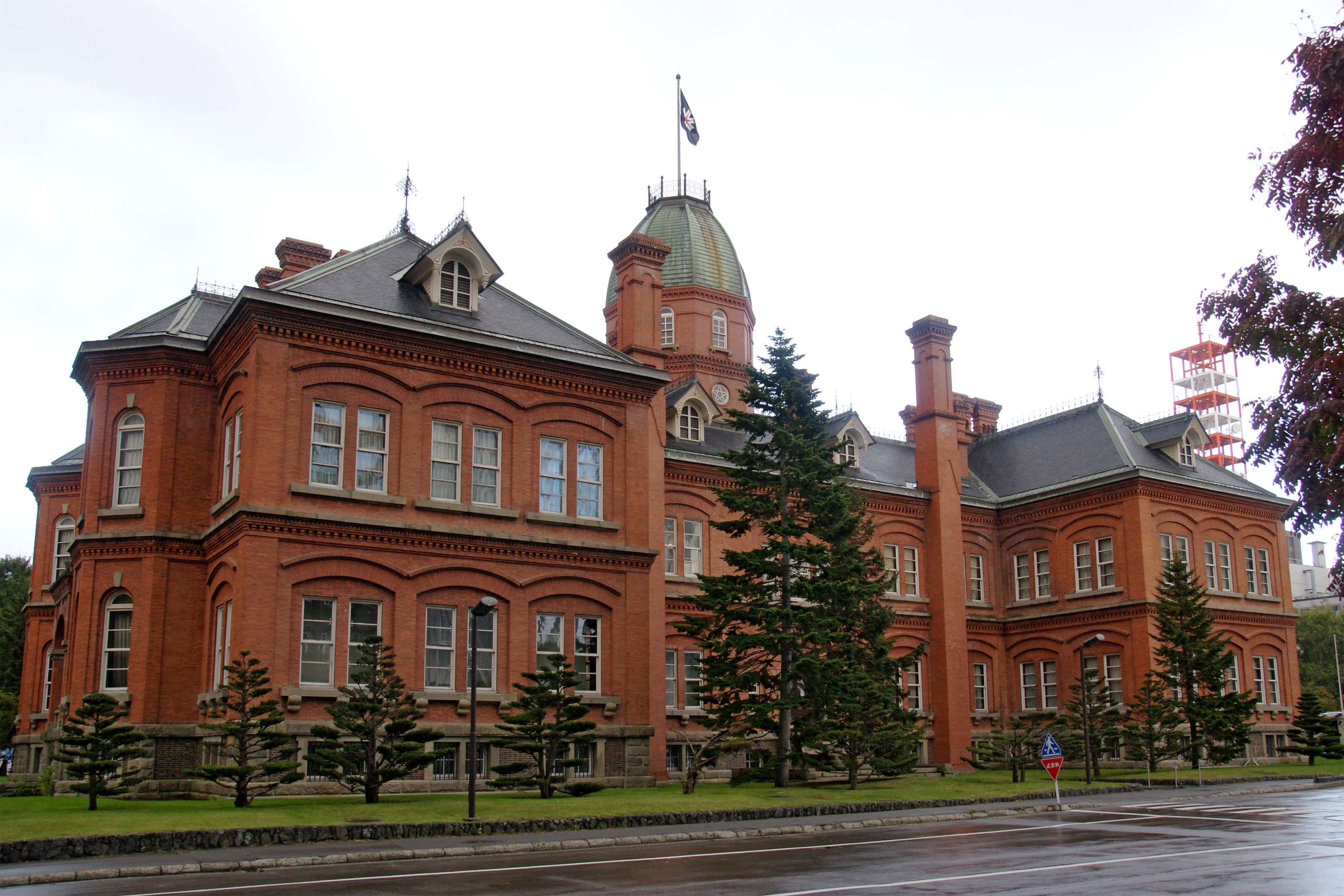
背面

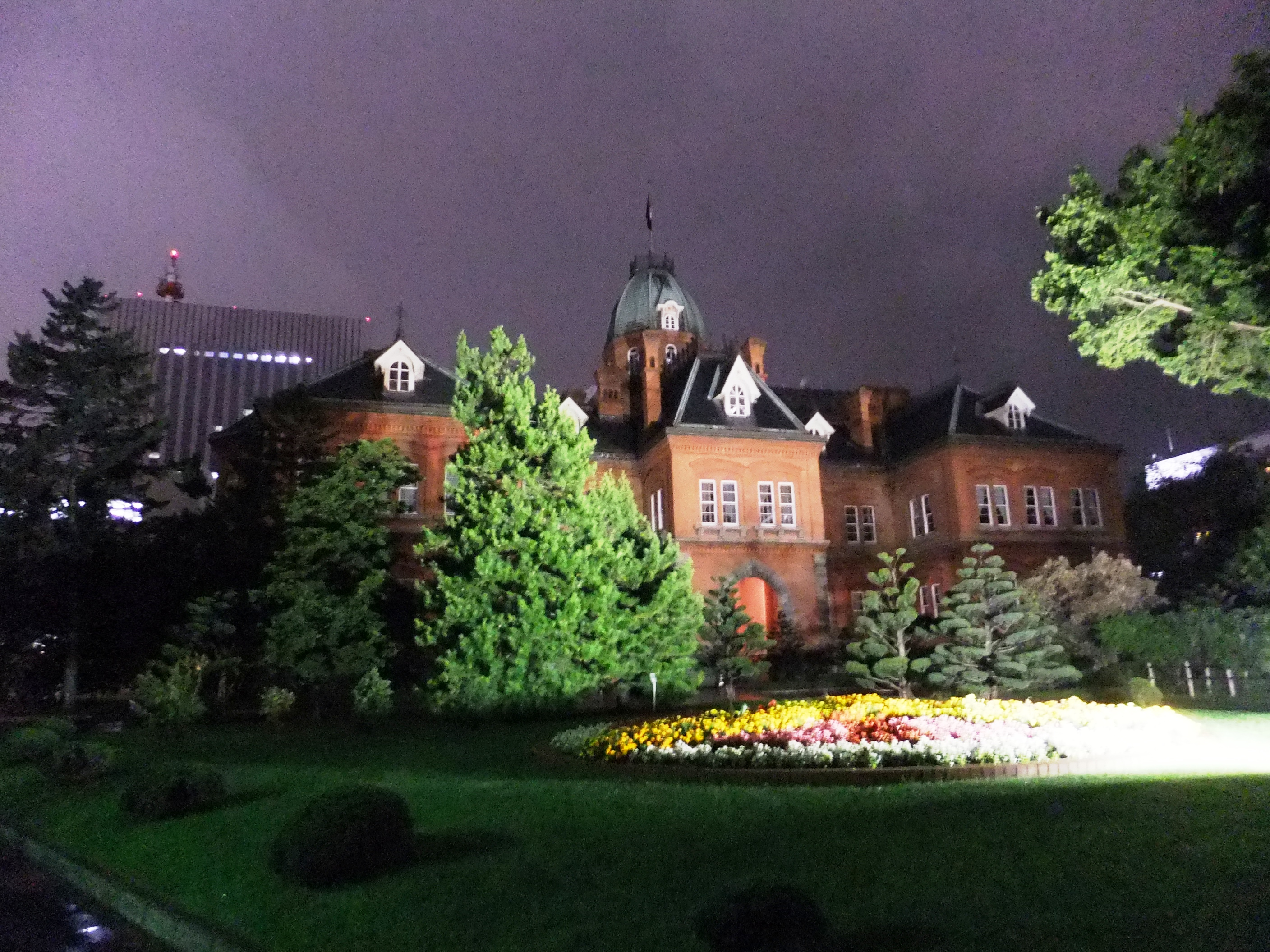
夜はライトアップされている

北海道庁旧本庁舎（ほっかいどうちょうきゅうほんちょうしゃ）は、1888年（明治21年）に完成した北海道庁の本庁舎として建築された煉瓦造りの西洋館。1968年（昭和43年）に新しい本庁舎（北海道庁舎）が完成するまでの80年間にわたって北海道行政の中枢として使用された建物である。
「旧道庁」や「道庁赤レンガ庁舎」、「赤レンガ」などと呼ばれ、親しまれている。重要文化財（1969年3月12日指定）。

## 概要
1886年（明治19年）に着工、1888年（明治21年）に竣工した地上2階、地下1階、八角塔屋付の建物で、明治中期における煉瓦造洋風建築としては比較的規模の大きいものであり国指定史跡内に位置している。平井晴二郎が設計の中心を担った。
庁舎の特徴の一つが、屋上に設けられたアメリカンスタイルの大ドーム「中央八角塔」でその頂部までの高さは約33メートルである。しかし、当初の設計になかったため、強風が吹くと下の本屋が揺れ、雨漏りも発生するようになったことから間もなく撤去された（撤去された時期については明治28年説と明治29年説がある）。
1968年（昭和43年）の復元改修工事では外観をできる限り創建時に近づけることとされ中央八角塔も復元された。北海道（道庁）にとっての象徴的存在であり、広報番組などのタイトルにしばしば「赤レンガ」が用いられている。
1969年（昭和44年）には国の重要文化財に指定されたが、その後も建物の一部は書庫や会議室など行政庁舎として利用されていた。また、記念室（旧知事室・長官室）や展示室は一般に公開され、年間約70万人が訪れる道内有数の観光スポットとなった。
しかし、1968年の改修工事からも約半世紀が経過して建物の劣化が進み、耐震性を向上させる必要もあったことから、道では2019年（令和元年）に大規模な改修工事に着手した。そして2025年（令和7年）7月25日に令和の大改修を終えてリニューアルオープンした。

## 施設
- 所在地 - 北海道札幌市中央区北3条西6丁目
- 竣工 - 1888年（明治21年）
- 重要文化財指定年 - 1969年（昭和44年）[1]
- 設計 - 北海道庁土木課（平井晴二郎）
- 構造 - 煉瓦造 地上2階地下1階
- デザイン - アメリカ風 ネオ・バロック様式

## 沿革

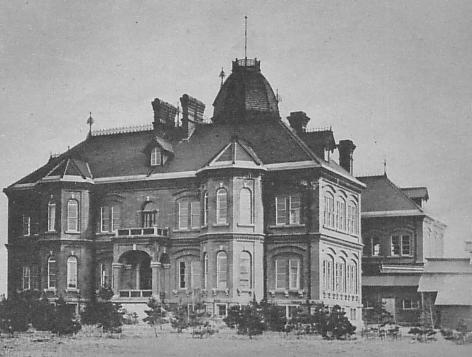
明治期の北海道庁舎

- 1888年（明治21年）- 赤れんが庁舎完成[2][3]
- 1895年（明治28年）- 八角塔・換気筒撤去[3]（翌1896年（明治29年）とする説と二つの説がある[4]）
- 1909年（明治42年）1月11日 - 赤れんが庁舎火災により内部が全焼[7]。
- 1911年（明治44年）- 赤れんが庁舎復旧工事完了
- 1924年（大正13年） - 赤れんが庁舎前の道路が近代舗装される（札幌で初めての近代舗装）[8]
- 1967年（昭和42年）- 「開拓使札幌本庁本庁舎跡および旧北海道庁本庁舎」として国の史跡に指定[9]
- 1968年（昭和43年）- 八角塔・換気筒などの復元工事完了
- 1969年（昭和44年）- 赤れんが庁舎が重要文化財に指定[1]
- 1988年（昭和63年） - 完成100周年を記念し「赤レンガ百年祭」を6月26日から8月28日まで開催[10]。
- 2014年（平成26年） - 赤れんが庁舎前に江別産赤れんがを敷き詰めた歩行者専用スペース「札幌市北3条広場」（愛称・アカプラ）がオープン[8][11]
- 2021年（令和3年） - 東京オリンピック2020年大会のマラソンコースの一部となる。
- 2022年（令和4年）10月3日 - 庁舎改修工事中により同月オープン予定だった隣接仮設見学施設が火災。「八角塔」の屋根部分が一時的に取り外されて同施設内に移設されていたが、焼損はなかった[12]
- 2025年（令和7年）7月25日 - リニューアルオープン[13][14]。

## 館内の施設
2025年（令和7年）7月25日に改修工事が完了して再開館した。
| 各階 | |
| ---- | --- |
| 2階  | 歴史と文化のフロア（赤れんが庁舎の歴史、北海道の遺産文化、アイヌ文化と歴史の展示） 赤レンガホールA、赤レンガホールB                                                               |
| 1階  | 地域情報とにぎわいのフロア 白い恋人 Akarenga sweets labo、レストラン「House H」、赤れんがショップ 地域の魅力発信I（特産品・工芸品の展示）、地域の魅力発信II（体験型情報コーナー） |
| 地階 | 学びと継承のフロア（樺太関係資料室、北方領土展示室） |

なお、1985年（昭和60年）7月に北海道庁旧本庁舎内に北海道立文書館が開館したが、2020年（令和2年）2月に江別市文京台に移転している。

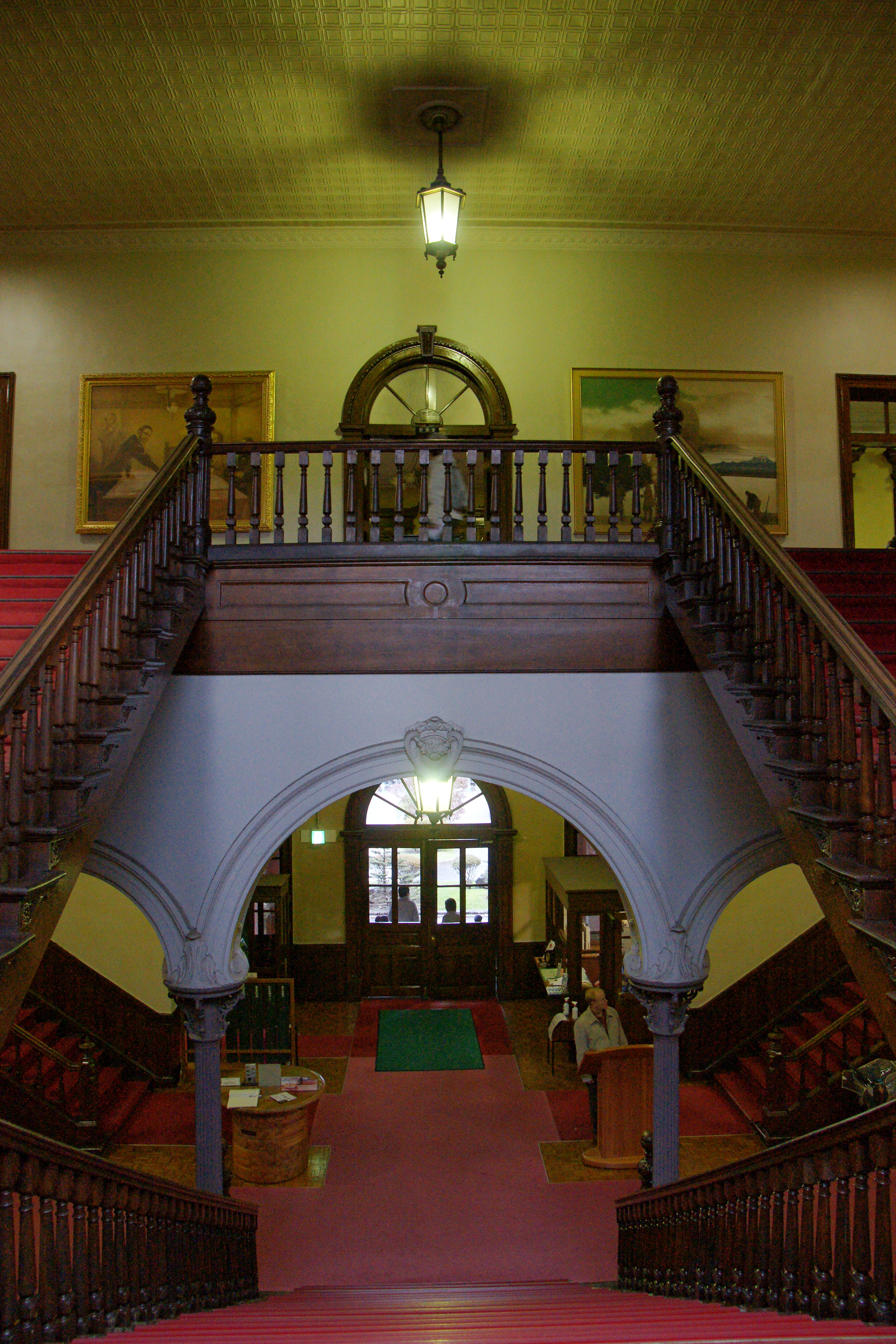
エントランスホールと階段
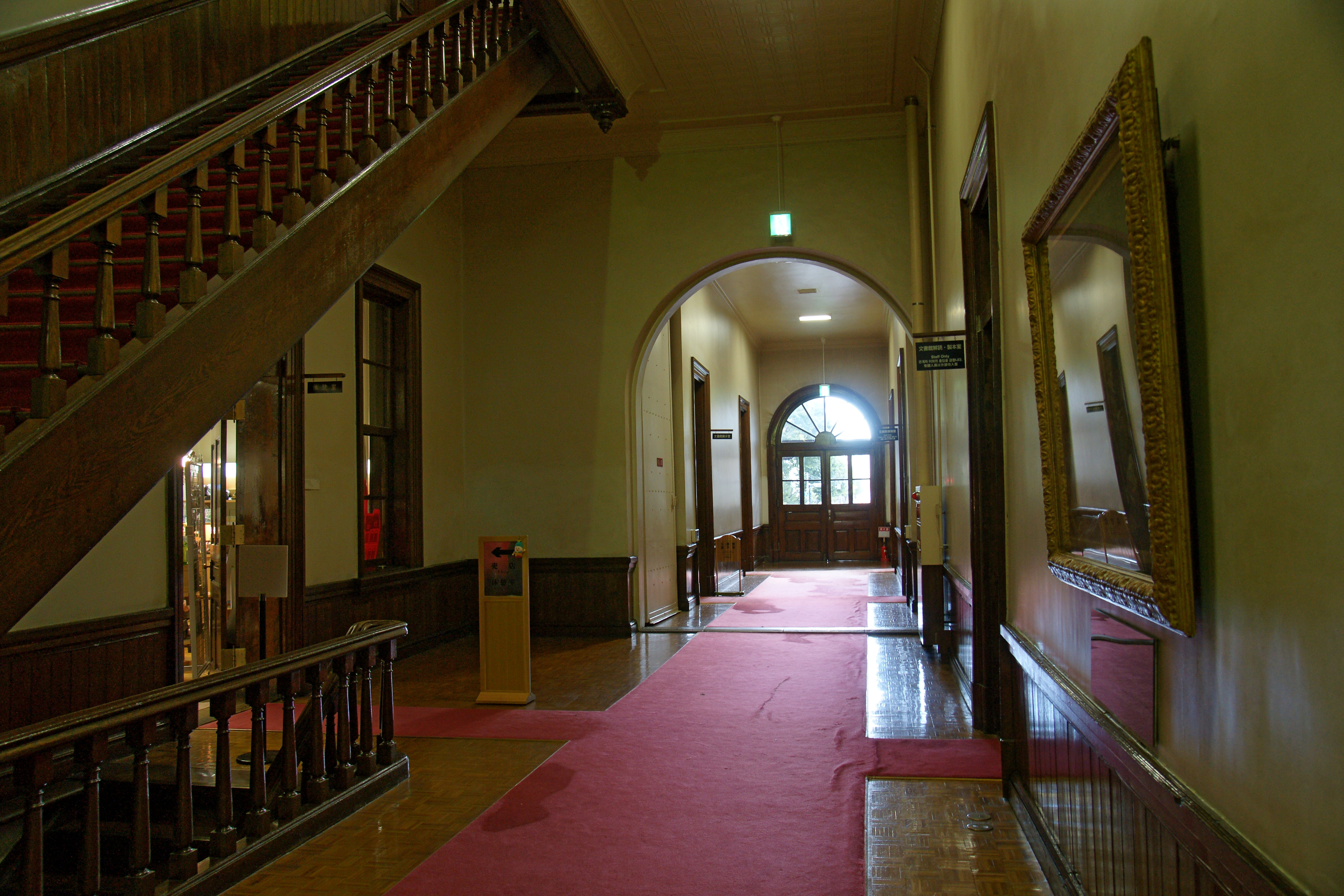
1階廊下
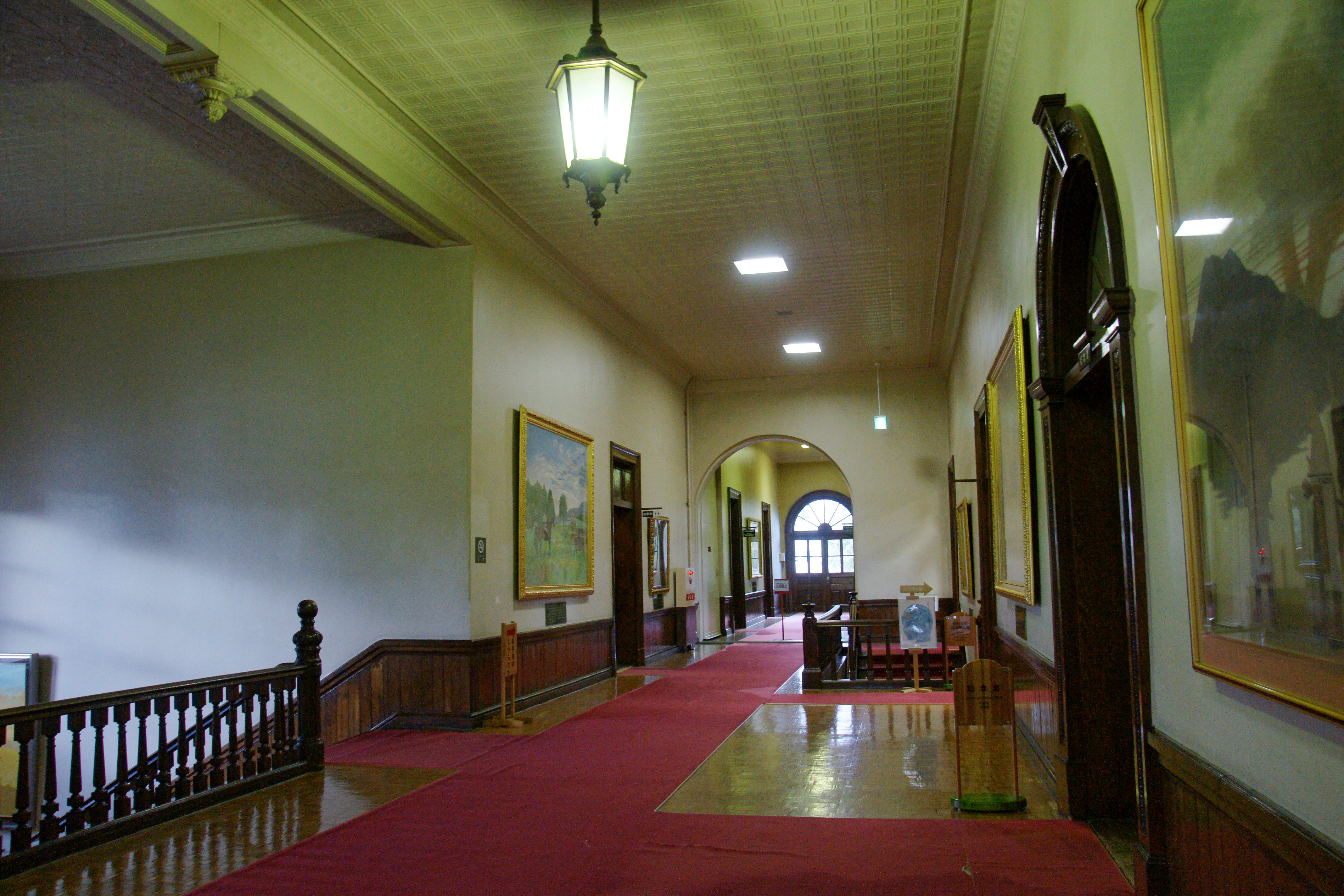
2階廊下
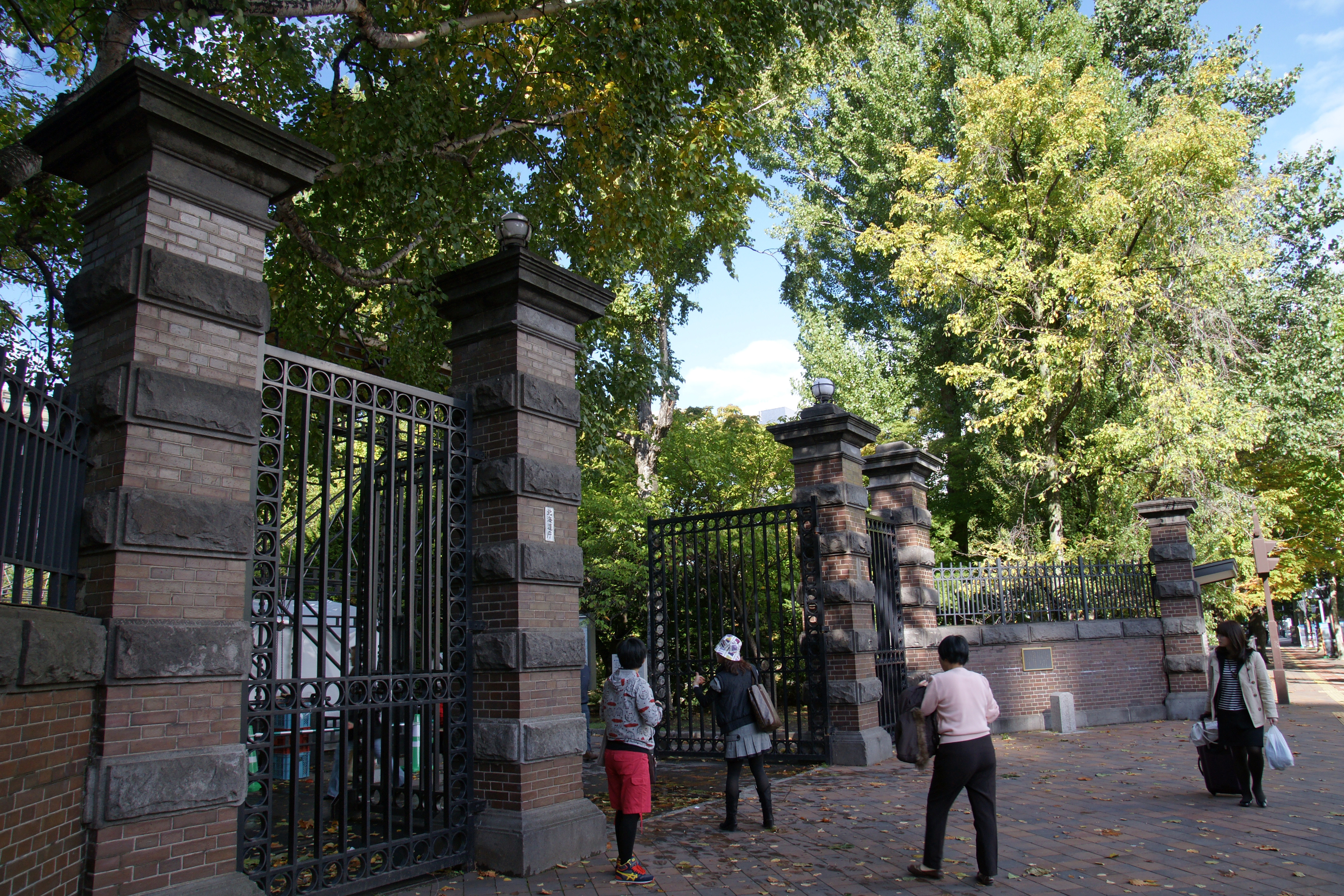
正門

## 道庁前イチョウ並木
庁舎前の「道庁前イチョウ並木」は、1925年（大正14年）に勅任技師名井九介の指導の下、札幌初の木塊舗装の完成を記念して植栽されたもので道内に現存する最も古い街路樹である。「道庁前イチョウ並木」は2010年（平成22年）5月1日に北の造園遺産第6号に認定され、2011年（平成23年）に土木学会より選奨土木遺産として認定された。